# Nihel Cheikh Rouhou
Nihel Chikrouhou (tiếng Ả Rập: نهال يخ روحو; đẻ hôm 5 tháng 1 năm 1987 tại Sfax, Tunisia) là một Judoka người Tunisia. Cô đã tham dự Thế vận hội Mùa hè 2008 và 2012 trong nội dung +78 kg.
Tại Thế vận hội Mùa hè 2008, cô đã đánh bại Carmen Chalá ở vòng đầu tiên trước khi thua Kim Na-Young.
Tại Thế vận hội Mùa hè 2012, cô đã thua Maria Suelen Altheman.